# Francesc Sardà i Làdico
Francesc Sardà i Làdico (Barcelona, 26 de desembre de 1876 - Barcelona, 5 de maig 1912) fou un dibuixant i pintor català, fill de Joan Sardà i Lloret i d'Antònia Làdico Serrano. Oncle de Joan Sardà Dexeus.
Els seus dibuixos, generalment al carbó, són propers als de Ramon Casas recorden a Arcadi Mas i Fontdevila. Té obra al fons de la col·lecció del Museu Víctor Balaguer de Vilanova i la Geltrú i a altres museus barcelonins.
Va estudiar dret influenciat pel seu pare, però va compaginar-ho amb formació artística a la Llotja, de la mà de Laureà Barrau i Lluís Graner. Va viatjar a Madrid per copiar els clàssics del segle xvii del Museu del Prado i a París amb els seus amics Xavier Nogués i Alexandre de Cabanyes. Va col·laborar en diverses publicacions, com La Ilustració Catalana, La Actualidad, La Ilustració Artística, L'Esquella de la Torratxa, Hispania i Hojas Selectas, entre d'altres. Va morir quan només tenia trenta-cinc anys.

## Obres destacades
- Retrat de la mare
- La lletera
- Segador català,

## Exposicions
- Cercle Artístic de Sant Lluc
- 1904 - Sala Parés[7]
- 1912 - Sala Parés (pòstuma)